# گومورا
گمورّا (انگلیسی: Gomorrah) نام رمانی است تحقیقی نوشتهٔ روزنامه‌نگار ایتالیایی، روبرتو ساویانو، که در سال ۲۰۰۶ منتشر شد. در این کتاب بخشی از فجایعی که کامورا، مافیای ناپل، در اقتصاد ایتالیا و زندگی مردم عادی منطقه مرتکب می‌شوند تصویر می‌شود.
متئو گارونه فیلمِ گومورا را بر اساس این کتاب ساخته؛ فیلمی که توانست جایزهٔ بزرگ جشنوارهٔ فیلم کن را در سال ۲۰۰۸ از آنِ خود کند. همچنین مجموعهٔ تلویزیونی گومورا در سال ۲۰۱۴ با ایده گرفتن از این کتاب از شبکهٔ اسکای ایتالیا پخش شد.